# NGC 5004B
NGC 5004B is een balkspiraalstelsel in het sterrenbeeld Hoofdhaar. Het hemelobject werd op 13 maart 1785 ontdekt door de Duits-Britse astronoom William Herschel.

## Synoniemen
- PGC 45742
- IC 4210
- MCG 5-31-148
- CGCG 160-155